# Lima Metal Fest

Lima Metal Fest es el festival de música metal más grande del Perú, que se lleva a cabo desde el año 2015 en Lima, Perú. La organización de este evento está a cargo de la productora Thrashirts en conjunto con Soulgrinder Zine.
Se tiene previsto que la tercera edición se llevará a cabo el día 13 de octubre de 2018 con la participación de bandas por confirmar de Brasil, EE.UU, Suecia, Chile, Alemania, Colombia, Bélgica, Bolivia y Perú en los géneros Death Metal, Black Metal, Doom Metal, Heavy Metal, Thrash Metal, Progresivo, Power Metal.

## Historia y ediciones anteriores
La primera edición se celebró el 26 de septiembre de 2015 en el estadio de San Marcos en el cual se convocó 20 bandas nacionales e internacionales: Terrorizer (EE.UU.), Nocturnus (EE.UU.), Faith or Fear (EE.UU.), MX (Brasil), Sadism (Chile), Torturer (Chile), Machinage (Brasil), y por Perú: Kranium, Desarme, Kraken, Metal Crucifier, Necrofagore, Sepulcro, Zavotage, Cobra, Reino Ermitaño, Despondent Chants, Morbosatan, Runa y Profaner.
La segunda edición se llevó a cabo el 10 de septiembre de 2016 en el local de CERMINSA, en Chorrillos. Se congregaron 19 bandas: 9 peruanas y 10 internacionales: Wehrmacht (Estados Unidos), Hatchet (Estados Unidos), Solstice (Estados Unidos), Blood Feast (Estados Unidos), Sadistic Intent (Estados Unidos), Totten Korps (Chile), Luca Turilli's Rhapsody (Italia), Primal Fear (Alemania), Sinaya (Brasil), Zak Stevens (Estados Unidos), Witchblade (Chile), Kay Pacha (Huancayo), Disinter (Lima), Akeldam (Puno), Opresor (Lima), Chaska (Arequipa), The Fallen Symmetry (Lima), Psicorragia (Lima), Deicidios (Ayacucho) y Evil Priest (Lima).
Inicialmente se tenía planeada una edición en el 2017, pero por motivo de reestructuración de la organización no se llevó a cabo, postergándose hasta octubre de 2018.
El 13 de octubre del  2018 se llevó a cabo la tercera edición del Lima Metal Fest, con 25 bandas en escena, realizado en el Centro de Convenciones, teniendo como cabezas de cartel a Dark Funeral  (Suecia), Fates Warning (EE.UU), The Agonist (Canadá). También se tuvo al líder de la banda Hirax, quien actuó con la banda NMK el gran Katon W. DePena, así como a las demás bandas internacionales Masacre (Colombia), Enthroned (Bélgica),  Purgathory (Alemania), Nervochaos (Brasil), Crystal Gates (Uruguay), Hate (Bolivia), Paralysis (EE.UU), Resistance (EE.UU ), Necrodemon (Chile), Saken (Chile). Las bandas de la capital del Perú como Hamadría, El Loco Cervantes, NMK, Blessing Lies, Estigma, Lamenth Christ y las bandas de provincias 8.8 Metal-Andino (Cusco), Apu Rumi (Huaraz), Staccato (Piura), Whisper of Death (Cusco), Dark Rituals (Cusco), Yana Raymi (Huancayo).